# Toby Goodshank
Toby Goodshank est un musicien de New York.
En plus de ses compositions et prestations personnelles, il joue dans les groupes The Moldy Peaches, Double Deuce (en duo avec sa sœur Angela Carlucci), The Tri-Lambs (en trio avec Angela Carlucci et Crystal Madrilejos, The Baby Skins), et The Christian Pirate Puppets.
Il a fait ses débuts à la guitare acoustique avec The Moldy Peaches. Après que ce groupe fut plus ou moins dissous, Goodshank commença une carrière solo prolifique, en faisant des tournées en Europe avec parfois Jeffrey Lewis ou Kimya Dawson (des Moldy Peaches). Après 14 albums solo en 5 ans, Toby Goodshank est devenu l'une des voix majeures de la scène underground newyorkaise, avec ses structures de chansons en dehors des conventions et des paroles surréalistes supportées par une approche très professionnelle de son travail.
Ses titres sont de styles très variés, allant du simple au frénétique. Dans ses derniers albums, il aime se faire accompagner de ses camarades de la scène anti-folk.

## Discographie
- 2001 : Toby Goodshank live @ trash
- 2001 : This is for John Word
- 2001 : Follow me if you want to fuck
- 2002 : Compound
- 2002 : Music for Heroes Volumes 1-3
- 2002 : Put the Devil Where You Hang Your Hat
- 2003 : We Can Build You
- 2003 : Helmic Regulator
- 2004 : Safe Harbour
- 2004 : Come Correct
- 2005 : Jyusangatsu
- 2006 : Di santa ragione
- 2006 : Toby Goodshank's untitled album of cover songs
- 2006 : Mogo on the Gogo

- A Christmas Placation (avec Crystal Madrilejos)